# فيلاسكوزا لا سومبرايا
بلدية فيلاسكوزا لا سومبرايا (بالإسبانية: Villaescusa la Sombría)‏, هي إحدى بلديات مقاطعة برغش, التي تقع في منطقة قشتالة وليون, والتي تقع في شمال غرب إسبانيا.
يبلغ عدد سكانها 62 نسمة وفقاً لإحصائية سنة (2002).